# Білл (футболіст, 1999)
Фабрісіо Родрігес да Сілва Феррейра (порт. Fabricio Rodrigues da Silva Ferreira, 7 травня 1999, Белфорд-Рошу), більш відомий як просто Білл (порт. Bill) — бразильський футболіст, нападник «Дніпро-1». На правах оренди виступає за «Спорт Ресіфі».

## Біографія
Народився 7 травня 1999 року в Белфорд-Рошу штату Ріо-де-Жанейро. Займався в академіях футбольних клубів «Нова-Ігуасу» (2013—2015) і «Фламенго» (2015—2019). У 2018 році разом з командою став переможцем молодіжного кубка Сан-Паулу, Ліги Каріока для гравців до 20 років і Турніру Октавіо Пінту Гімарайнш.
Дебют в основному складі команди відбувся 31 березня 2019 року в матчі Ліги Каріока проти «Васко да Гама» (1:1). Через півтора місяці, 12 травня 2019 року, Білл дебютував в матчі бразильської Серія A проти «Шапекоенсе» (2:1). 8 липня 2019 року Білл продовжив контракт з клубом до 2021 року з можливістю його розірвання за 200 млн реалів.
У липні 2019 року був відданий в оренду до кінця сезону клубу «Понте-Прета» для отримання ігрової практики. У команді він був запасним гравцем, переважно виходячи на заміни в матчах Серії B. У грудні 2019 року «Понте-Прета» не стала продовжувати угоду з гравцем і він повернувся до табору «Фламенго».
Не знайшовши місце в складі команди Жорже Жезуша, футболіст в березні 2020 року перейшов на правах оренди в КРБ. Через зупинку футбольних змагань в Бразилії, викликаних пандемією COVID-19, офіційна презентація Білла як гравця КРБ відбулася лише в липні. Разом з командою він став переможцем Ліги Алагоано. 25 грудня 2020 року КРБ і «Фламенго» домовилися про продовження орендної угоди Білла до 30 січня 2021 року — терміну, коли закінчується розіграш Серії B. Всього за КРБ протягом півроку він провів 31 гру, борючись за місце в складі з Луїді В'єгасом. 17 січня 2021 року офіційний сайт КРБ оголосив про те, що Білл самовільно покинув розташування клубу, не погодивши це ні з КРБ, ні «Фламенго». Сам футболіст заявив, що він покинув клуб, оскільки має намір переїхати грати за кордон.
В кінці січня 2021 року «Фламенго», за даними видання Jornal O Dia, віддало бразильського нападника в оренду «Дніпру-1» за 100 тисяч євро. При цьому в разі викупу його контракту, українському клубу доведеться заплатити 900 тисяч євро. 2 лютого гравець прибув в Дніпро для проходження медогляду, а вже наступного дня про оренду було оголошено офіційно.
В кінці березня 2022 року через відкритий воєнний напад РФ за підтримки Білоруси на Україну був вимушений повернутись на правах оренда на батьківщину в Бразилію в клуб «Спорт Ресіфі». 31 березня в першому матчі фіналу за Кубок Нордесте допоміг своїй команді уникнути поразки та зіграти в нічию забишви гол і зрівняв рахунок 1:1. В інтерв'ю після гри Білл сказав, що присвячує гол одноклубникам і всьому українському народу котрі залишились на війні в Україні.

## Досягнення
- Переможець Ліги Алагоано : 2020

## Клубна статистика
Станом на 2 февраля 2021 года
| Клуб              | Сезон             | Ліга              | Ліга  | Ліга | Кубок | Кубок | Інше  | Інше |
| Клуб              | Сезон             | Дивізіон          | Матчі | Голи | Матчі | Голи  | Матчі | Голи |
| ----------------- | ----------------- | ----------------- | ----- | ---- | ----- | ----- | ----- | ---- |
| Фламенго          | 2019              | Серія A           | 1     | 0    | 0     | 0     | 1     | 0    |
| Фламенго          | 2020              | Серія A           | 0     | 0    | 0     | 0     | 2     | 1    |
| Фламенго          | Всього            | Всього            | 1     | 0    | 0     | 0     | 3     | 1    |
| → Понте-Прета     | 2019              | Серія B           | 10    | 1    | 0     | 0     | -     | -    |
| → КРБ             | 2020              | Серія B           | 25    | 4    | 2     | 0     | 4     | 0    |
| Всього за кар'єру | Всього за кар'єру | Всього за кар'єру | 36    | 5    | 2     | 0     | 7     | 1    |

уточнення
1. ↑  Ліга Каріока.
2. ↑  Ліга Алагоано і Кубок Нордесте.